# Parviz Ghelichkhani
Parviz Ghelichkhani (Tehran, 4 dicembre 1945) è un ex calciatore iraniano, di ruolo centrocampista.

## Carriera

### Club
Ha giocato per quasi 20 anni nel campionato iraniano, conquistato, però, una sola volta. Finì la carriera con una stagione negli Stati Uniti.

### Nazionale
Con la maglia della nazionale, della quale è anche stato a lungo capitano, ha collezionato 65 presenze e 13 gol, vincendo per tre volte anche la Coppa d'Asia.

## Palmarès

### Club

#### Competizioni nazionali
- Campionato iraniano: 1

Taji: 1970-71

### Nazionale
- Coppa d'Asia: 3

1968, 1972, 1976